# Хабиру
Хабиру (аккад. хапиру, апиру; егип. pr.w) — название, упоминаемое в различных шумерских, древнеегипетских, аккадских, хеттских, митаннийских и угаритских источниках, приблизительно датируемых между 1800 и 1100 гг. до н. э., для группы племён или социальных групп, кочевавших по территории Плодородного полумесяца от северо-востока Месопотамии и Ирана до границ Египетского царства в Ханаане. В зависимости от источника и эпохи, хабиру описывают как кочевников или полукочевников, повстанцев, бежавших в сирийскую степь амореев, разбойников, совершающих набеги, торговцев, лучников, слуг, рабов, мигрирующую рабочую силу и т. п.
В XII-XIV веках до н.э. хабиру массово мигрировали в пустынную местность в верховьях реки Оронт (территория современной Сирии), внеся заметный вклад в становление государства Амурру.
Хабиру появились в начале 2 тыс. до н. э., и исчезли в начале 1 тыс. до н. э. Некоторые исследователи предполагают, что хабиру имеют отношение к этногенезу еврейского народа, на это указывает лингвистическое сходство между термином хабиру и библейским названием израильтян иврим. Предположительно, что иврим — производное от хабиру.

## Наименование

Сообщения о хабиру в амарнских документах

Название Habiru и Apiru используются в аккадских клинописных текстах Вавилонии и Ассирии; это название, возможно, является производным от глагола хабару — «эмигрировать», и имеет значения «пришельцы, разбойники, бездомные». В месопотамских текстах им нередко также соответствует шумерская логограмма SA.GAZ, произношение которой неизвестно.
Соответствующее наименование в египетских текстах (не передававших гласных) выглядит как PR.W, и условно произносится Apiru (W — египетский суффикс множественного числа). Название Habiru также встречается в амарнских документах, включащих названия множества ханаанских народов в записи аккадской клинописью. Письма из Амарнского архива, адресованные египетским фараонам в XIII веке до н. э., описывают время смут в Ханаане, восходящее ко временам до битвы при Кадеше, произошедшей в годы правления Рамсеса II.

## Интерпретация

### Хабиру как этнически разнородная группа
Согласно взглядам Моше Гринберга и его последователей, хабиру, подобно казакам позднего Средневековья и Нового времени, рассматривались как состоявшие из изгоев из близлежащих аграрных сообществ. К ним прибавились крестьяне, бежавшие из Ассирии и Вавилона, где они подвергались суровой эксплуатации. Как бегущих от разорения жителей городов-государств Восточного Средиземноморья, описывает хабиру Н. В. Козырева в Большой Российской энциклопедии.

### Хабиру и древние евреи
Перевод документов амарнского архива заставил ряд учёных отождествить апиру (хабиру) с библейскими евреями (ивр. עברים / עבריים‎, ʿIvrim, ʿIvriyyim). Помимо сходства в написании и произношении, описание нападения апиру на города Ханаана весьма сходно по деталям с библейским рассказом о завоевании Израиля еврейскими племенами во главе с Иисусом Навином.
Фотографии, привезённые экспедицией 1904 года из Египта, в особенности фотография текста сообщения о битве при Кадеше из храма в Абу-Симбеле, представляют собой первые известные упоминания о народе ha ibr u.
Ансон Рэйни полагает, что хабиру — обобщающий термин для бандитов, не связанных с конкретным народом. Он считает, что в документах Амарнского архива евреи упоминались под названием шасу.